# Ardisia cymosa
Ardisia cymosa Blume – gatunek roślin z rodziny pierwiosnkowatych (Primulaceae). Występuje naturalnie w południowo-wschodnich Chinach, na Tajwanie, w Wietnamie, Tajlandii, Malezji, Indonezji (w Kalimantanie, na Jawie i Sumatrze) oraz na Filipinach. 

## Morfologia
PokrójZimozielony krzew dorastający do 0,5 m wysokości, tworzący kłącza.
LiścieBlaszka liściowa ma owalny kształt. Mierzy 6–12 cm długości oraz 3–4 cm szerokości, jest całobrzega, ma klinową nasadę i ostry lub spiczasty wierzchołek. Ogonek liściowy jest nagi i ma 3–10 mm długości.
KwiatyZebrane po 8–12 w wierzchotkach przypominających baldachy, wyrastających z kątów pędów. Mają działki kielicha o owalnie trójkątnym kształcie i dorastające do 2 mm długości. Płatki są owalne i mają białą barwę oraz 3 mm długości.
OwocPestkowce mierzące 5-7 mm średnicy, o jajowatym kształcie.

## Biologia i ekologia
Rośnie na brzegach cieków wodnych oraz w lasach. 

## Zmienność
W obrębie tego gatunku wyróżniono jedną odmianę:
- A. cymosa var. stenophylla (C.M.Hu & J.E.Vidal) C.M.Hu – występuje naturalnie w północnym Wietnamie[5]